# Абердин (Меріленд)
Абердин (англ. Aberdeen) — місто в штаті Меріленд, США. Отримало свою назву на честь шотландського міста Абердин.
Входить до складу округу Гарфорд. Населення за переписом 2000 року становить 13 842 особи. Займає площу 16,5 км².
Найближчим до Абердина є місто Гавр де Грейс.
1. 1 2  Maryland Manual — Annapolis: MSA, 1895. — ISSN 0094-4491
2. ↑  United States. Bureau of the Census 2016 U.S. Gazetteer Files — Washington, D.C.: U.S. Census Bureau, 2016.
3. ↑  United States. Bureau of the Census 2010 U.S. Gazetteer Files — Washington, D.C.: U.S. Census Bureau, 2010.
4. ↑  перепис населення США 2020 / за ред. Бюро перепису населення США